# ミドリカビ病菌
ミドリカビ病菌は、緑かび病と名付けられた病害を起こす病原菌の総称。緑かび病という名のつけられた病害はすべて、Penicillium属菌によるものである。

日本植物病名目録によると、緑かび病という病害には以下のものがある。
- カンキツ緑かび病　病原菌：Penicillium digitatum
- チューリップ緑かび病　病原菌：Penicillium corymbiferum
- ヒアシンス緑かび病　病原菌：Penicillium hirsutum、Penicillium puberulum

## カンキツ緑かび病菌
通常は収穫後のミカンに発生するが、樹上の傷果でも見られる。菌の発育温度は6-33°Cであり、最適温度は25°C前後である。